# NGC 6452
NGC 6452 é uma galáxia espiral (S/P) localizada na direcção da constelação de Hercules. Possui uma declinação de +20° 50' 15" e uma ascensão recta de 17 horas, 47 minutos e 58,5 segundos.
A galáxia NGC 6452 foi descoberta em 2 de Julho de 1864 por Albert Marth.